# 佐藤美子
佐藤 美子（さとう よしこ、1903年5月25日 - 1982年7月4日）は、日本の声楽家・オペラ歌手である。日本国内で初めて『カルメン』を演じ、「カルメンお美」と呼ばれる。

## 生い立ち～留学
1903年5月25日、日本人の父・佐藤友太郎とフランス人の母・ルイズのもと、5人兄弟の末っ子として生まれた。4歳の頃、父の横浜税関への転勤をきっかけに横浜に住む。1911年、横浜市老松小学校に入学したが「あいのこ」であることを理由にいじめられたことをきっかけに、1911年9月に横浜紅蘭女学校（現横浜雙葉学園）に転校する。幼少期に父に連れられて横浜山手で初めて見たゲーテ座のオペラ『カルメン』を見たことをきっかけにオペラ歌手を目指す。
1923年、東京音楽学校（現東京芸術大学）声楽科に入学し、1926年に卒業した。ネトケ＝レーヴェに師事。1926年にNHK初のオペラ放送にメゾ・ソプラノ歌手として出演した。田谷力三、松平里子、内田栄一らと「ヴォーカル・フォア」を結成した。1929年ヴォーカル・フォアが『カルメン』全曲のコンサートを開き、以後「カルメンお美」と呼ばれるようになる。

## 帰国後の活動
1932年にフランスから帰国し、山田耕筰の『カルメン』に出演。1935年に洋画家佐藤敬と結婚し、横浜市鶴見に住んだ。戦中は横浜交響楽団を引率して音楽挺身隊に従事した。
1954年には、全国初の音楽堂建設の推進団体音楽懇話会の代表として関わり、神奈川県立音楽堂開館を実現する。同館の開催する音楽教養講座の講師ともなった。1964年には、創作オペラ協会を設立する。また、1964年には横浜市教育委員に就任するなど音楽教育・音楽文化の振興に努めた。

## 晩年
1972年紫綬褒章、神奈川文化賞受賞、1974年には横浜文化賞を受賞した。
1978年勲四等宝冠章。
1980年2月、中島敦『山月記』原作の創作オペラ『虎月伝』を上演した。
『虎月伝』は同年10月に第8回ウインナ・ワールドオペラ賞特別賞、さらに12月には第4回音楽の友社賞とレミー・マタン賞も受賞した。
1981年オペラ団体協議会会長に就任、オペラハウス建設に尽力した。
1982年オペラの稽古中に発病、死没。横浜市西区久保山墓地に眠る｡

## 出演作品
- 『春香』
- 『ミカド』
- 『カルメン』
- 『ラ・ボエーム』
- 『アイーダ』
- 『ローエングリン』
- 『こうもり』
- 『泥棒とオールドミス』
- 『安達ヶ原の鬼女』
- 『真説カチカチ山』
- 『芥子の天人』
- シャンソン「思い出」「真夜中の居酒屋」「ラ・セーヌ」
- 民謡「杓子売りの唄」